# Mittlerer Wartbergturm
Der Mittlerer Wartbergturm ist ein Aussichtsturm in der Gemeinde Muttenz im Kanton Basel-Landschaft.
Er ist Teil der mittleren Burg Wartenberg.

## Situation
Der im Jahre 1932 restaurierte Turm weist eine Höhe von 15 Meter auf. Über 82 Stufen erreicht man die Aussichtsplattform.
In ca. 30 Minuten führen diverse Wanderwege von Muttenz zum Aussichtsturm.

## Galerie

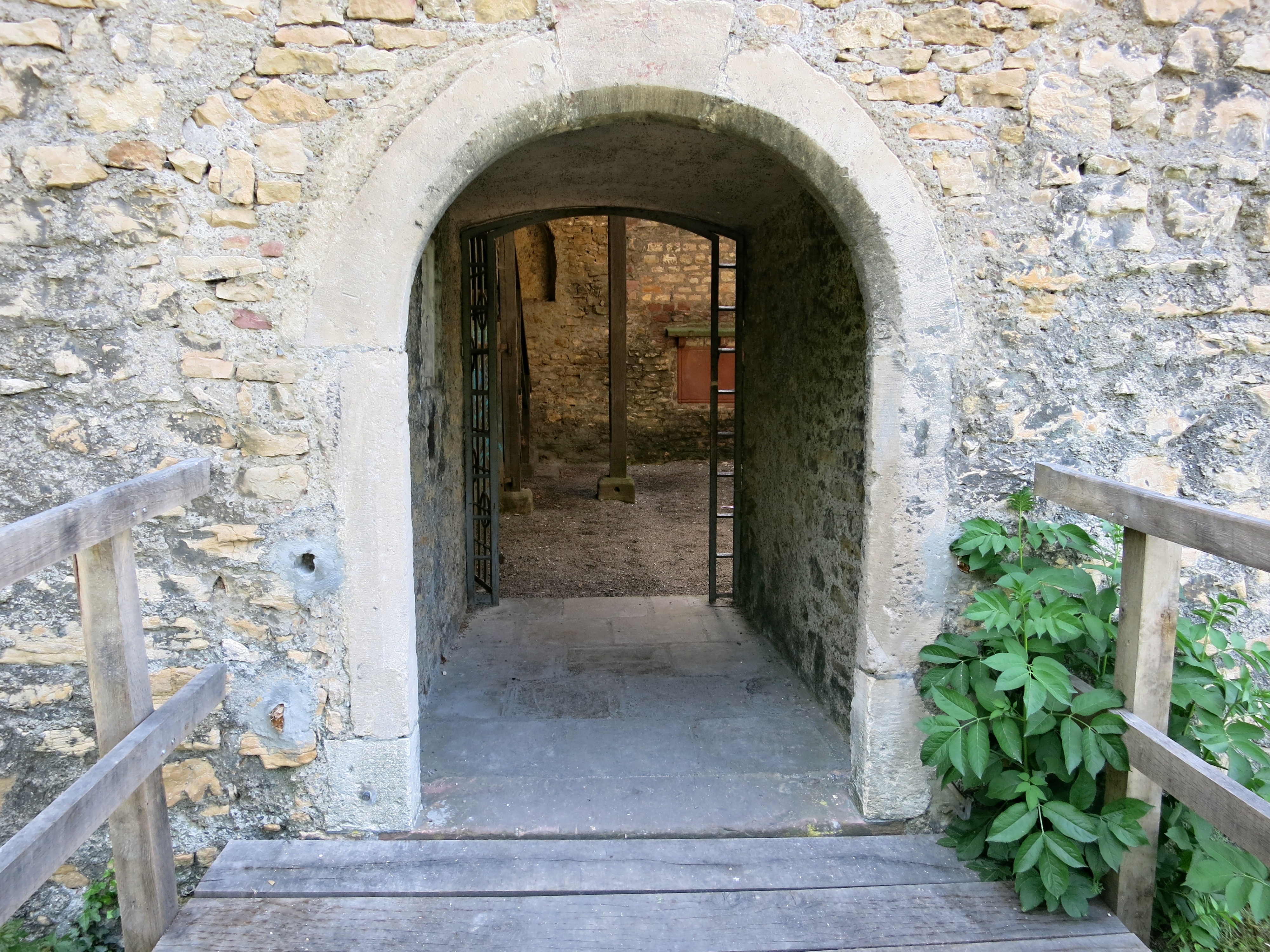
Eingang
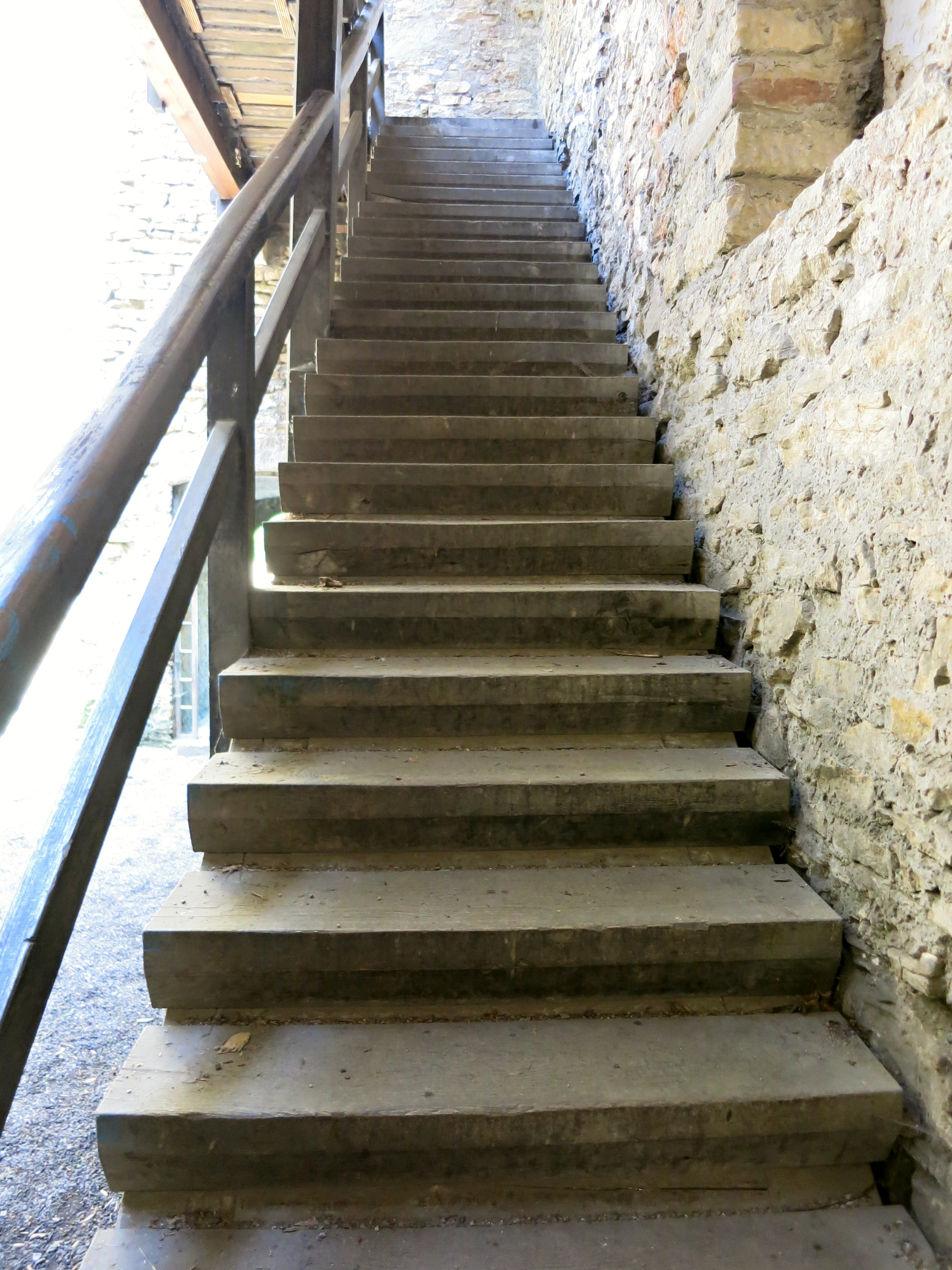
Treppen
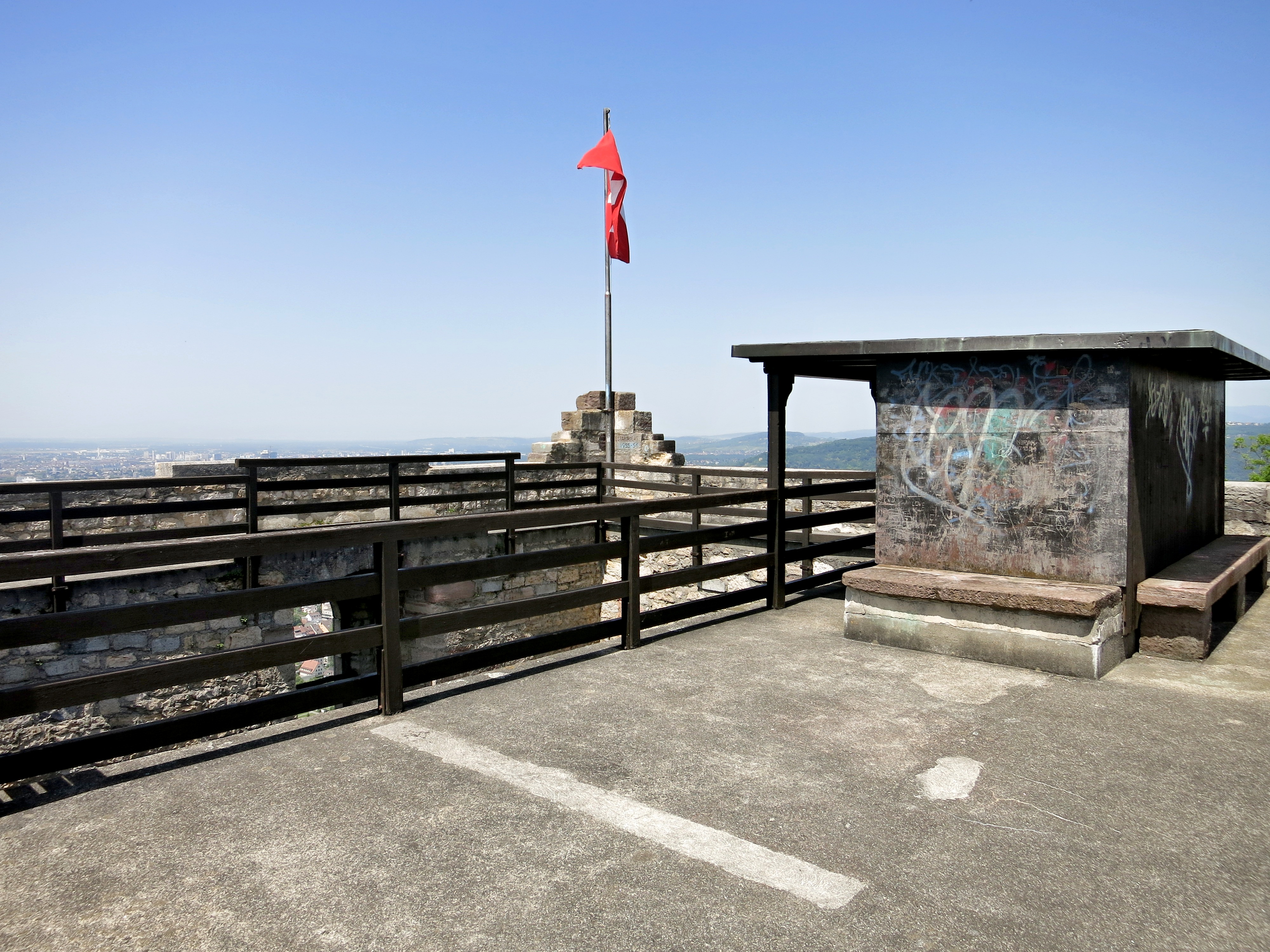
Plattform
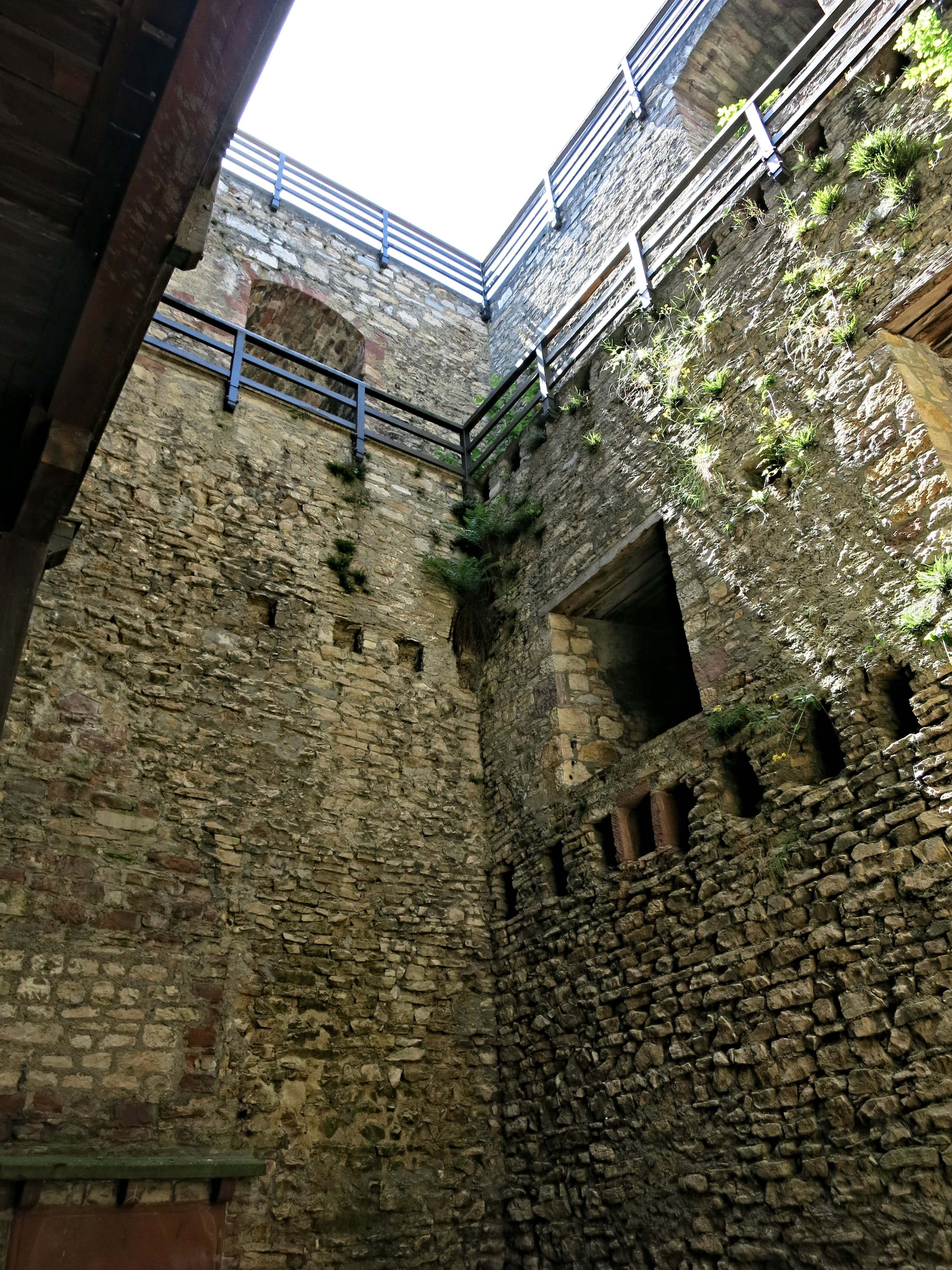
Innenhof